# روبرت سميث (رياضياتي)
روبرت سميث (بالإنجليزية: Robert Smith)‏ (و. أكتوبر 1689 – 1768 م) هو رياضياتي، وعالم موسيقى، ومنظر موسيقى من مملكة بريطانيا العظمى، كان عضوًا في الجمعية الملكية، توفي في كامبريدج.

## مناصب
تولى منصب نائب مستشار
.

## التعليم
تعلم في كلية الثالوث، كامبريدج
.

## جوائز
حصل على جوائز منها:

زميل في الجمعية الملكية